# Анджей Карвета
Анджей Карвета (пол. Andrzej Karweta; нар. 11 червня 1958, Єлень, ПНР — пом. 10 квітня 2010, Смоленськ, Росія) — польський віцеадмірал, командувач ВМС Польщі (2007—2010).

## Освіта
У 1977 році закінчив загальноосвітній ліцей імені Станіслава Сташиця у Хшануві та вступив на факультет командування Військово-морської академії імені Героїв Вестерплатте у Гдині, де здобув кваліфікацію магістра навігації та представлений до першого звання офіцерського складу — підпоручника морського флоту .
У 1989 році пройшов курси вищої підготовки офіцерів, а в 1992—1997 роках навчався на аспірантурі оперативно-тактичного відділу в Командно-штабному інституті Військово-морської академії.
У 2006 році розпочав дослідження оборонної політики на факультеті оборонної стратегічної в Академії національної оборони у Варшаві, після чого направлений до Королівської академії військової підготовки у Лондоні (англ. Royal College of Defence Studies).

## Військова кар'єра

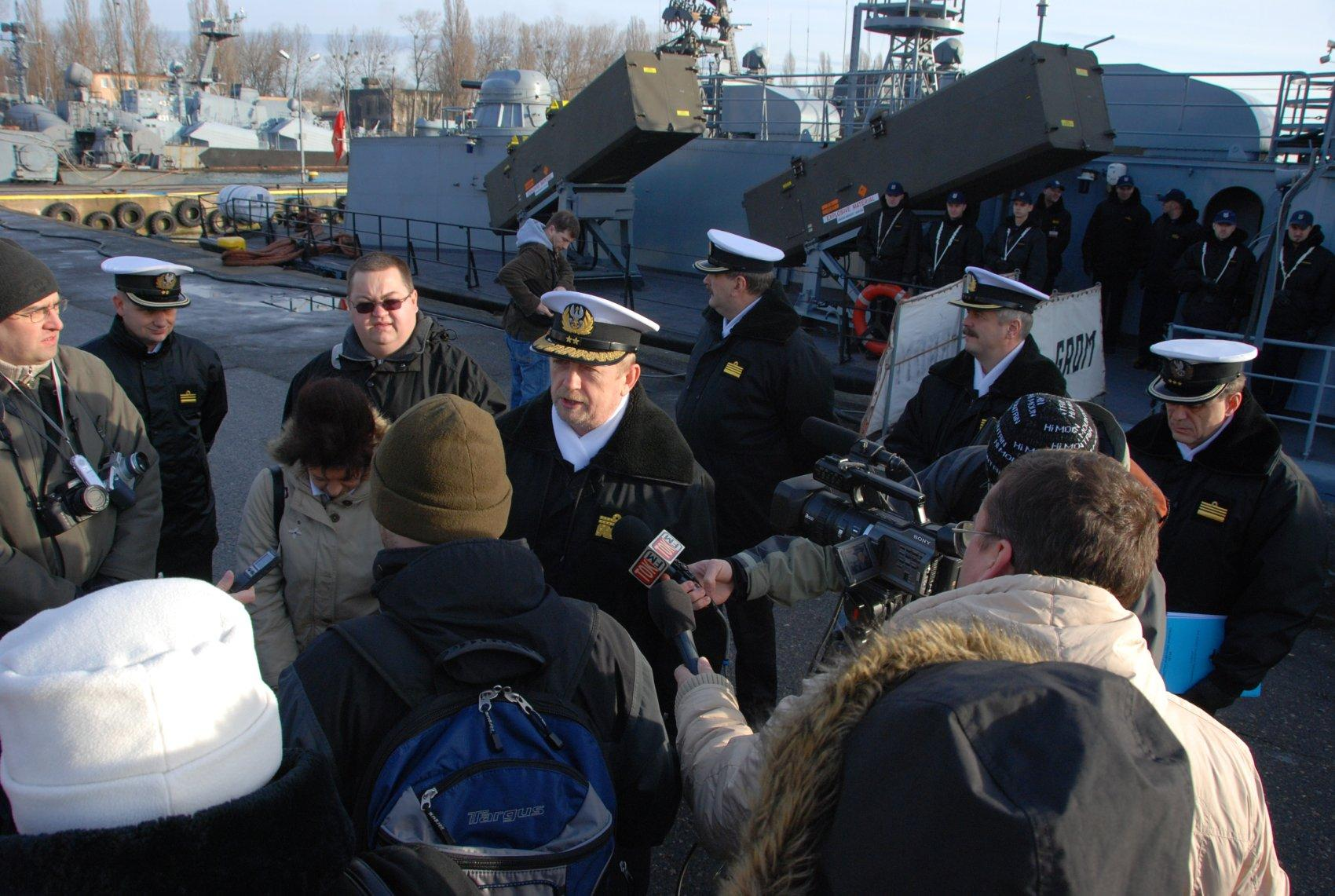
Віцеадмірал Анджей Карвета (в центрі) під час пресконференції Військово-морських сил Польщі у 2008 році

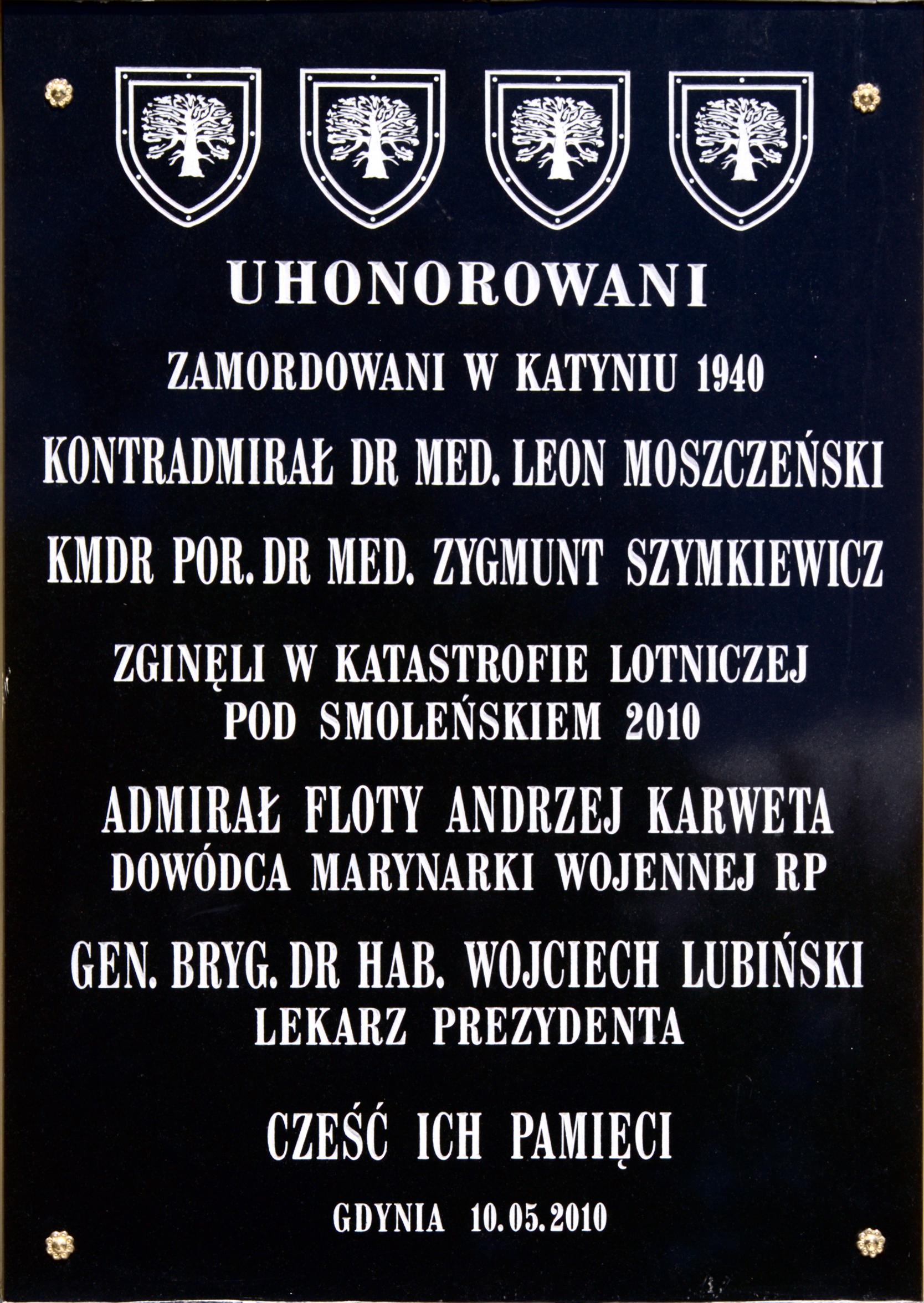
Пам'ятна дошка у військовій спеціалізованій медичній клініці Гдині

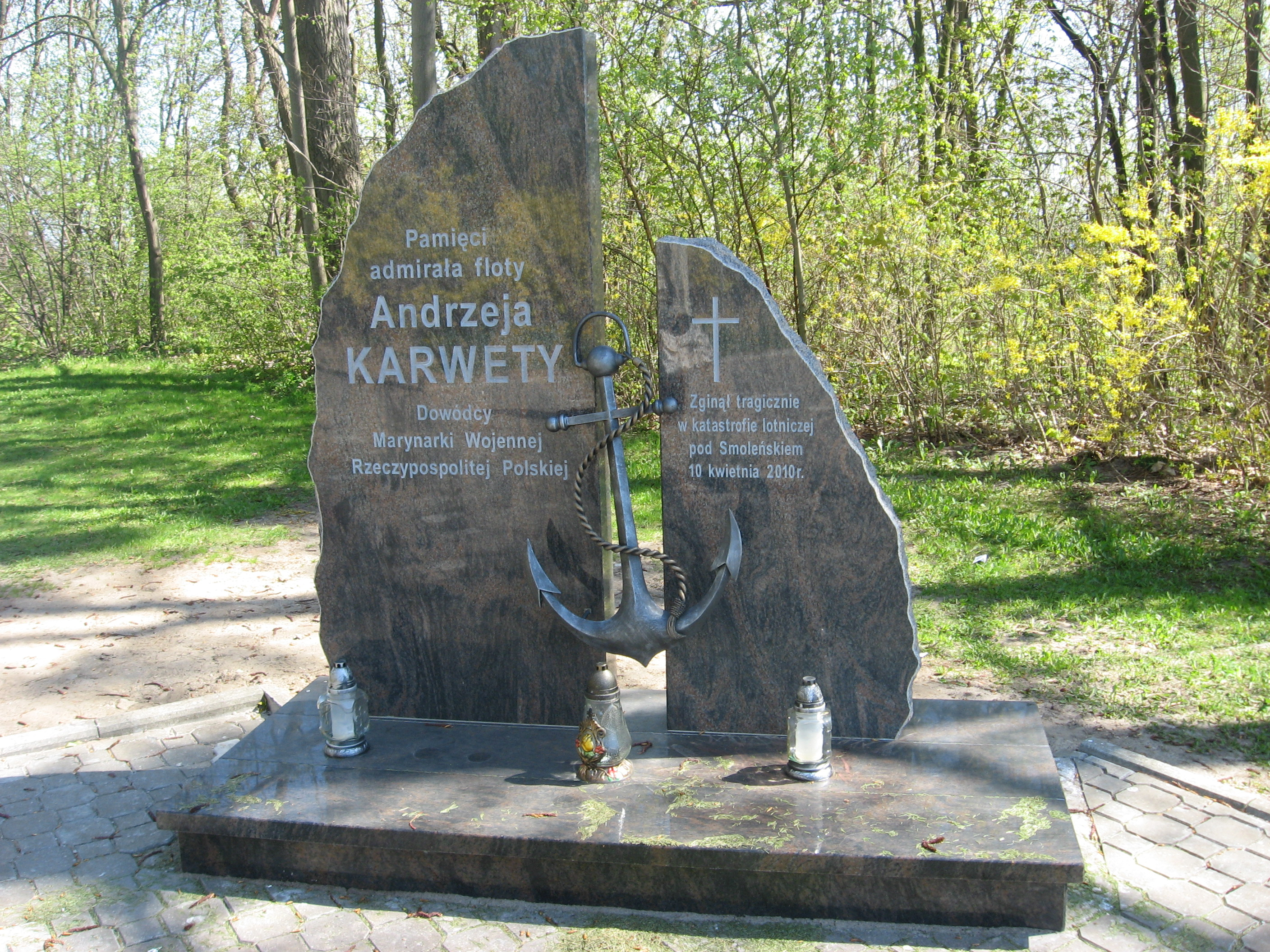
Меморіал адмірала Анджея Карвети на цвинтарі ВМС ПОльщі у Гдині-Оксив'я

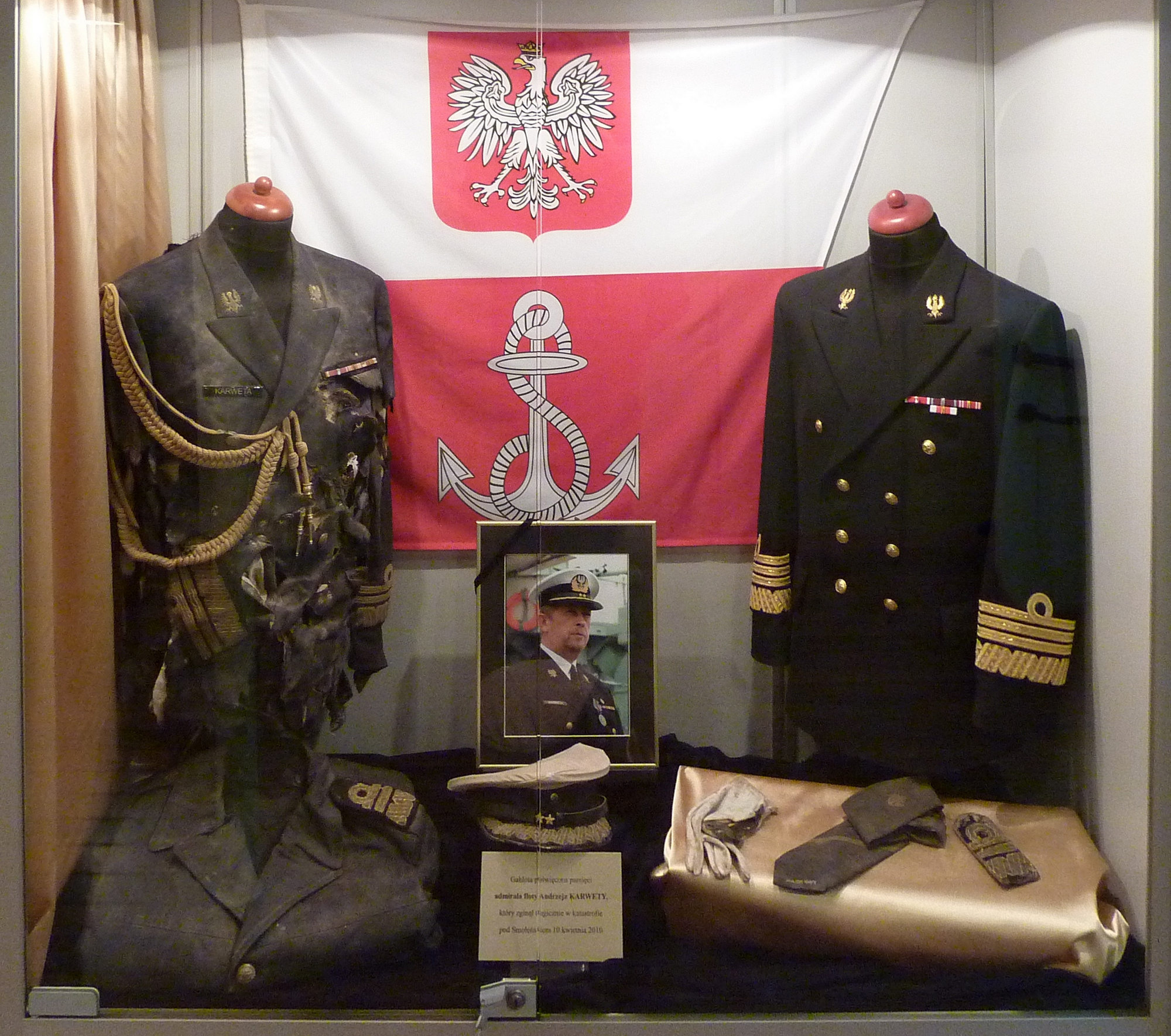
Куточок пам'яті адмірала флоту Анджея Карвети на есмінцю ORP «Błyskawica»

Професійну військову службу розпочав у 13-й ескадрильї тральщиків у Гелі, що була частиною 9-ї флотилії берегової охорони імені контрадмірала Влодзімеж Стреєра. Спочатку призначений командиром корабельного відділу, згодом помічником капітана тральщика.
У 1986 році став командиром тральщика ORP «Czapla» проєкту 206F. За три роки прийняв командування над ORP «Mewa» і одночасно командував тактичною групою 13-ї ескадрильї тральщиків. З 1992 по 1996 рік був начальником штабу — заступником командира 13-ї ескадрильї тральщиків, а потім був командувачем військової частини.
Під час військових маневрів «US BALTOPS 2000» у Балтійському морі 2000 року командував міжнародною командою протимінних кораблів.
У 2002 році був заступником начальника відділу підводного озброєння у Головному штабі союзних збройних сил НАТО в Атлантичному океані. Одночасно виконував обов'язки польського національного військового представника в штабі SACLANT у Норфолку . У зв'язку з реорганізацією, у 2003 році обійняв посаду польського національного представника зв'язку в Командуванні об'єднаних сил з питань трансформації у Норфолку.
У 2005 році повернувся до Польщі, де до 2006 року був заступником командира 8-ї флотилії берегової оборони імені віцеадмірала Казімежа Порембського у Свіноуйсьці. У травні 2007 року підвишений до звання контрадмірала та призначений заступником начальника Штабу ВМС у Гдині.
8 листопада 2007 року президент Лех Качинський присвоїв йому звання віцеадмірала, а 11 листопада 2007 року призначив командувачем ВМС Республіки Польща.

## Смерть
Загинув 10 квітня 2010 року в катастрофі польського літака Ту-154М у Смоленську. 15 квітня йому посмертно присвоєно звання адмірала флоту. 26 квітня на борту музейного корабля ORP «Błyskawica» відбулася церемонія трауру за участі моряків та флагманських постів усіх підрозділів ВМС, а також шести кораблів ВМС РП — ORP «Flaming», ORP «Orkan», ORP «Metalowiec», ORP «Kaszub», ORP «Hydrograf», ORP «Piast» та французького корабля FS «Sagitaire».
Похований в Баніно. Перепохований 30 жовтня 2015 року.

## Вшанування пам'яті
10 травня 2010 року у Гдині урочисто посаджений Дуб Пам'яті на честь адмірал Анджея Карвети, а в червні 2010 року муніципалітет Гдині ухвалив рішення назвати один з парків міста його іменем. 3 липня 2010 року адмірал відзначений пам'ятною дошкою у формі рози вітрів на Алеї заслуг моряків у Реві.
27 серпня 2010 року рішенням міської ради Жукова у селі Мішево одній із вулиць присвоєно ім'я Адмірала Анджея Карвети.
28 листопада 2010 року адміралу Карветі встановлено пам'ятник на морському кладовищі в Гдині-Оксив'я та пам'ятну дошка на фронтоні штабу ВМС у Гдині.
10 квітня 2011 року у каплиці Військової парафії при 8-й прибережній оборонній флотилії у Свіноуйсьці відкрито пам'ятну дошку, присвячену адміралу Анджею Карветі та єпископу Тадеушу Плоському. Того ж дня, у залі традицій Морського навчального центру в Лендові поблизу Устки встановлено портрет адмірала Карвети.
10 квітня 2013 року наказом Міністра оборони Томаша Семоняка 13-й ескадрильї тральщиків присвоєно почесне ім'я адмірала флоту Анджея Карвети. Церемонія присвоєння імені відбулась 29 квітня того ж року.
12 вересня 2015 року в парафії Воздвиження Чесного Хреста у Явожно було відкрито меморіальну дошку на честь Анджея Карвети.
7 квітня 2017 року у ліцеї імені Станіслава Сташиця у Хшанові відкрито меморіальну дошку на честь адмірала.
Анджею Карветі присвячені вірші, написані його дружиною Маріолою.
Генералів Анджея Карвету, Анджея Бласіка та Броніслава Квятковського згадали в документальному фільмі Аніти Гаргас під назвою «В ім'я пошани» (пол. W imię honoru, 2016).

## Приватне життя
Був одружений з Марією (Маріолою) Йолантою. Мав трьох дітей (двох доньок та сина). Цікавився історієї і моделюванням кораблів.

## Відзнаки
- Командорський Хрест Ордена Відродження Польщі (посмертно, 2010)[25]
- Срібний Хрест Заслуги (2005)[26]
- Бронзовий Хрест Заслуги (2001)[27]
- Золота Медаль «Збройні сили на службі Вітчизні»
- Срібна Медаль «Збройні сили на службі Вітчизні»
- Бронзова Медаль «Збройні сили на службі Вітчизні»
- Золота Медаль «За заслуги в обороні країни»
- Почесна відзнака «Командир військового корабля»
- Медаль «Pro Memoria»
- Перстень Галлера
- Великий Хрест Ордена Заслуг (2008, Португалія)[28]
- Почесний громадянин Сілезького воєводства (посмертно, 2011)[29]
- Почесний диплом «За заслуги перед містом Явожно» (2011)[30]